# برلمان كتالونيا

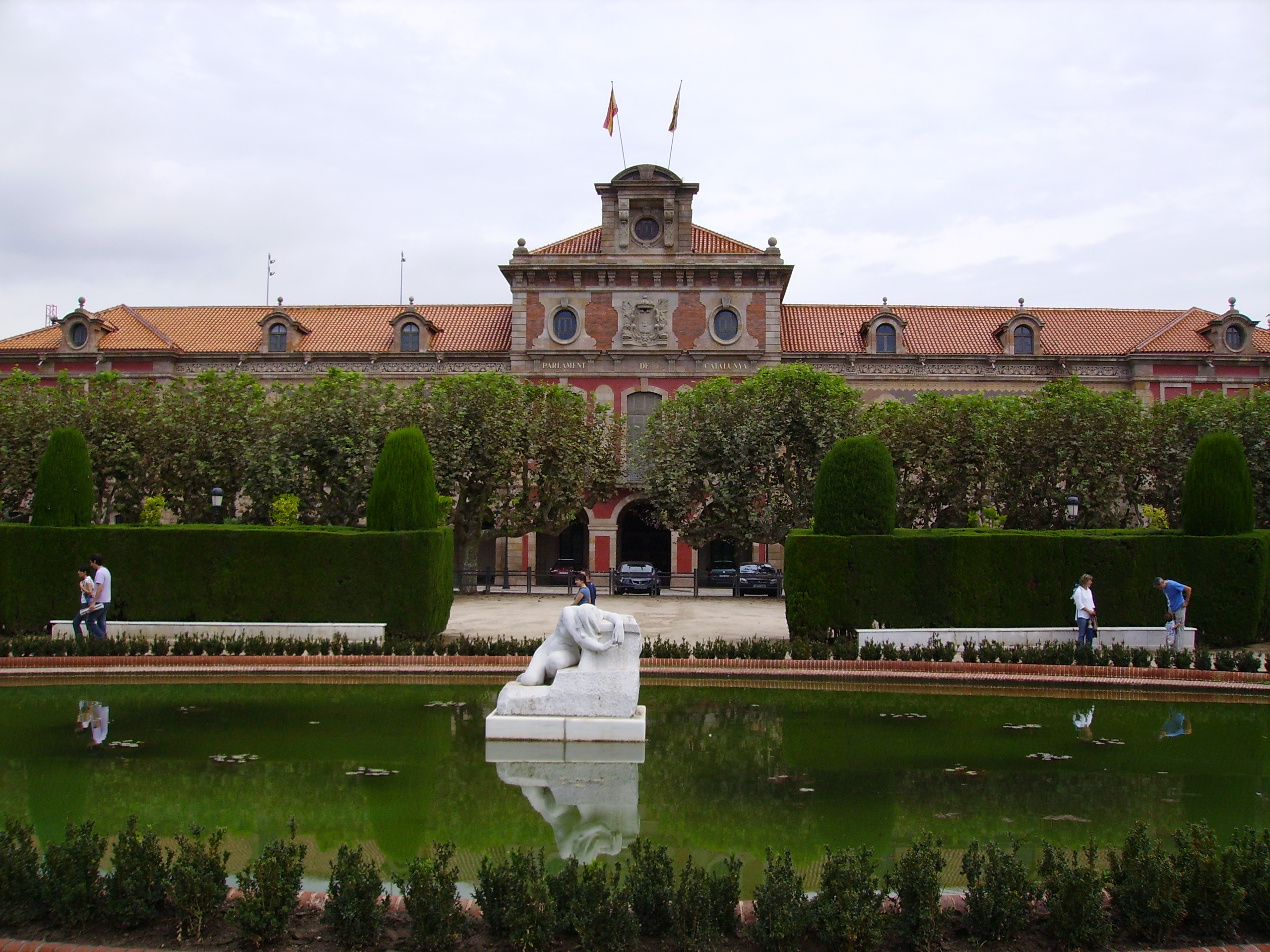

برلمان كاتالونيا هو المجلس التشريعي لكاتالونيا الانفصالية، في إسبانيا. ويتألف من 135 نائبا، ينتخبون عن طريق الاقتراع العام من قبل مواطني كاتالونيا. يقع في حديقة Ciutadella في برشلونة ويحتل كامل مساحة قصر البرلمان.

## وصلات خارجية
- الموقع الرسمي للبرلمان الكتالوني